# Брант (Јужна Дакота)
Брант (енгл. Brandt) град је у америчкој савезној држави Јужна Дакота.

## Демографија
По попису из 2010. године број становника је 107, што је 6 (-5,3%) становника мање него 2000. године.
| Група             | 2000.       | 2010.       |
| Белци             | 111 (98,2%) | 103 (96,3%) |
| Афроамериканци    | 1 (0,9%)    | 0 (0,0%)    |
| Азијати           | 0 (0,0%)    | 0 (0,0%)    |
| Хиспаноамериканци | 0 (0,0%)    | 4 (3,7%)    |
| Укупно            | 113         | 107         |